# Psalm 120
Der 120. Psalm ist ein biblischer Psalm aus dem fünften Buch des Psalters. Er eröffnet die Gruppe der Wallfahrtspsalmen (Psalmen 120–134). Nach der griechischen Zählung der Septuaginta, die auch von der lateinischen Vulgata verwendet wird, trägt der Psalm die Nummer 119. Die lateinischen Anfangsworte werden im Raum der Westkirche traditionell als Name des Psalms benutzt: „Ad dominum cum tribularer clamavi“, z. B. in musikalischen Bearbeitungen des Psalms. 

## Inhalt
1. Vers 1: Das Thema wird benannt. Der Psalmbeter ist sich sicher, dass sein Gott JHWH ihn aus der Bedrängnis retten kann.
2. Vers 2: Der Psalmbeter richtet an JHWH die Bitte, ihn vor seinen Feinden zu retten. Diese gefährden ihn durch das, was sie sagen.
3. Verse 3–4: Der Psalmbeter verwünscht diese Feinde nach dem Prinzip Tun-Ergehen-Zusammenhang: Das, womit sie ihn bedrohen, soll sie selber treffen.
4. Verse 5–7: Das Ich klagt seine Ohnmacht in einer fremden und feindlichen Welt.[1]

Auf der Sachebene werden die aggressive Rede der Feinde und die friedfertige Rede des Ich kontrastiert. Auf der Bildebene wird ein kriegerischer Überfall thematisiert. Sach- und Bildebene sind miteinander verwoben.

## Gattung
Die Bestimmung der Psalmgattung hängt an der Übersetzung von Vers 1. Übersetzt man präsentisch, lässt sich der Text als individuelles Klagelied verstehen; die spezifischen Elemente der Gattung (Klage, Bitte, Erhörungsgewissheit) sind erkennbar, wenn auch in ungewohnter Abfolge. Exegeten, die Vers 1 auf die Vergangenheit beziehen, interpretieren den Text eher als Danklied. Man stellt sich vor, dass der Psalmbeter bei seiner Ankunft in Jerusalem auf den Beginn der Pilgerreise in der Diaspora zurückblicke. Die Ankunft in Jerusalem sei als solche schon eine Zuwendung Gottes, obwohl die Gefährlichkeit seiner Feinde noch fortbestehe.

## Einzelne Aspekte

### Pfeile und Ginsterkohlen
Auf der Bildebene werden in Vers 4  zwei verschiedene Kriegstechniken kombiniert genannt, mit welchen die Feinde des Psalmbeters ihn bedrohen. Die Pfeile waren in erster Linie Fernkampfwaffen, die von Streitwagen aus oder aus dem Hinterhalt eingesetzt wurden. In manchen altorientalischen Völkern griffen Bogenschützen auch von Pferden oder Kamelen aus in das Kampfgeschehen ein. Das Wurzelholz von Ginstersträuchern glüht besonders lange; Ginsterkohlen wurden daher zum Niederbrennen feindlicher Siedlungen genutzt. Die Kombination beider Angaben zu Brandpfeilen, die mit Ginsterkohlen in Brand gesetzt wurden, ist zwar nicht auszuschließen, doch soweit bekannt, wurden Brandpfeile nicht auf diese Weise präpariert, sondern mit ölgetränkten Wergfäden, die man um die Pfeilspitze wickelte.

### Meschech und die Zelte von Kedar
In Vers 5 begegnen zwei Ortsangaben:
- Meschech,
- (Zelte von) Kedar.

Während Kedar eindeutig Nomaden in der arabischen Wüste bezeichnet, hat es bei den Exegeten Irritation ausgelöst, dass Meschech eine weit davon entfernt lebende, kriegerische Ethnie am Schwarzen Meer war. Bezeichnet wird also der äußerste Norden und der äußerste Süden der dem Dichter bekannten Welt. Dann ist klar, dass es sich um eine „theologische Topographie“ handelt: es geht nicht darum, wo das Ich lebt bzw. vor seiner Pilgerreise lebte, sondern wie es sich fühlt – nämlich buchstäblich „am Ende“, am Rande des Lebens und der Welt. Andere Exegeten dagegen halten Meschech (משך) für eine Verschreibung von Masch (מש) und interpretieren dies als Name eines weiteren Wüstenvolkes.

## Rezeption
Lateinische Vertonungen schufen zum Beispiel:
- Noel Bauldeweyn, Motette
- Pierre Desvignes, Motette
- Leandro Gallerano (1643)
- Heinrich Schütz, Cantiones Sacrae (1625), SWV 71
- Antonio Lotti, Motetti a voci pari e dispari
- Johann Rosenmüller
- Hans Leo Hassler, Motette
- Julius van Nuffel (1936)
- Otto Olsson, für a cappella Chor, (1919), Op. 40